# The Big Bang Theory/Staffel 1
Die Erstausstrahlung der ersten Staffel der US-amerikanischen Sitcom The Big Bang Theory war vom 24. September 2007 bis zum 19. Mai 2008 auf dem US-amerikanischen Fernsehsender CBS zu sehen. Die deutschsprachige Erstausstrahlung sendete der deutsche Free-TV-Sender ProSieben vom 11. Juli bis zum 26. September 2009.

## Darsteller
| Rollenname                            | Schauspieler   |
| ------------------------------------- | -------------- |
| Dr. Leonard Leakey Hofstadter         | Johnny Galecki |
| Dr. Dr. Sheldon Lee Cooper            | Jim Parsons    |
| Penny                                 | Kaley Cuoco    |
| Howard Joel Wolowitz, M.Eng.          | Simon Helberg  |
| Dr. Rajesh „Raj“ Ramayan Koothrappali | Kunal Nayyar   |
| Dr. Leslie Winkle                     | Sara Gilbert   |

## Episoden
| Nr. (ges.) | Nr. (St.) | Deutscher Titel                    | Originaltitel                      | Erstausstrahlung USA | Deutschsprachige Erstausstrahlung (D) | Regie            | Drehbuch                                                                  |
| --- | --------- | ---------------------------------- | ---------------------------------- | -------------------- | ------------------------------------- | ---------------- | ------------------------------------------------------------------------- |
| 1 | 1         | Penny und die Physiker             | Pilot                              | 24. Sep. 2007        | 11. Juli 2009                         | James Burrows    | Chuck Lorre & Bill Prady                                                  |
| Die beiden hochbegabten Physiker Sheldon und Leonard, die gemeinsam eine WG bewohnen, besuchen eine Samenbank für Spender mit hohem IQ, um einen kleinen Nebenverdienst zu erwerben. Da Sheldon aber Bedenken ob der möglichen Konsequenzen anmeldet, gehen beide vorzeitig. Bei ihrer Rückkehr stellen sie fest, dass eine junge attraktive Frau, Penny, in ihre Nachbarwohnung zieht. Sie ist mit dem Ziel, Schauspielerin zu werden, von Omaha in Nebraska nach Kalifornien gezogen und arbeitet nun als Bedienung bei der Cheesecake Factory. Bald lernt Penny auch Sheldons und Leonards Freunde Rajesh (ein indischer Astrophysiker, der zu neurotisch ist, um mit Frauen zu sprechen) und Howard (ein jüdischer Ingenieur, der verzweifelt versucht, ein Frauenheld zu sein) kennen. Sie bittet Sheldon und Leonard auch gleich um einen Gefallen: Ihr Fernseher befindet sich noch in der Wohnung ihres Exfreundes Kurt und sie traut sich nicht, ihn selbst zu holen. Leonard, der sofort Gefallen an der neuen Nachbarin gefunden hat, überredet Sheldon dazu, mit ihm zu Kurts Wohnung zu fahren. Dieser zeigt sich von den beiden aber unbeeindruckt und ist ihnen körperlich deutlich überlegen, und so kehren sie nicht nur ohne Fernseher, sondern auch ohne ihre Hosen in die WG zurück. |           |                                    |                                    |                      |                                       |                  |                                                                           |
| 2 | 2         | Chaos-Theorie                      | The Big Bran Hypothesis            | 1. Okt. 2007         | 18. Juli 2009                         | Mark Cendrowski  | Robert Cohen & Dave Goetsch Idee: Chuck Lorre & Bill Prady                |
| Weil Penny ihre beiden Nachbarn gebeten hat, eine Möbellieferung für sie anzunehmen, bekommt Sheldon ihre Wohnung zu Gesicht und ist schockiert von der dortigen Unordnung, die in krassem Gegensatz zu seiner eigenen Pedanterie steht. Er erträgt es nicht, in unmittelbarer Nachbarschaft einer solchen Unordnung zu leben, und schleicht sich in der folgenden Nacht hinein. Dort lässt er sich auch von Leonard nicht davon abhalten, das Wohnzimmer und die Küche „umzuorganisieren“, während Penny nebenan schläft. Am nächsten Morgen ist Penny außer sich vor Wut über die Verletzung ihrer Privatsphäre und kündigt den beiden Physikern die Freundschaft. Sheldons unbeholfener Entschuldigungsversuch schlägt fehl und es bedarf des ganzen Charmes von Leonard und eines „Gesprächs“ von Penny und Rajesh, um sie wieder versöhnlich zu stimmen. |           |                                    |                                    |                      |                                       |                  |                                                                           |
| 3 | 3         | Erregungsfaktor: Null              | The Fuzzy Boots Corollary          | 8. Okt. 2007         | 25. Juli 2009                         | Mark Cendrowski  | Bill Prady & Steven Molaro Idee: Chuck Lorre                              |
| Leonard versinkt im Liebeskummer, als er Penny mit einem anderen herumknutschen sieht. Er verliert die Hoffnung, jemals bei ihr landen zu können, und will sich nur noch auf Frauen, die vermeintlich in seiner Liga spielen, konzentrieren. Nachdem jedoch seine Laborkollegin Leslie Winkle seinen „experimentellen“ Kuss als unbefriedigend abtut, ist er noch mehr deprimiert. Sheldon bringt ihn eher ungewollt darauf, dass er Penny ja auch nie direkt um ein Date gebeten hat, und so nimmt Leonard seinen ganzen Mut zusammen und lädt sie zu einem Date ein (auch, wenn er das nicht so direkt über die Lippen bringt). Wie zu erwarten, wird das Dinner im Restaurant wegen seiner Nervosität ein ziemliches Desaster, und so streitet er hinterher gegenüber Penny kurzerhand ab, dass es sich überhaupt um ein solches gehandelt habe. |           |                                    |                                    |                      |                                       |                  |                                                                           |
| 4 | 4         | Die Leuchtfisch-Idee               | The Luminous Fish Effect           | 15. Okt. 2007        | 1. Aug. 2009                          | Mark Cendrowski  | David Litt & Lee Aronsohn Idee: Chuck Lorre & Bill Prady                  |
| Sheldon beleidigt Dr. Gablehauser, den neuen Chef seiner Physikfakultät, und wird daraufhin gefeuert. Er weigert sich hartnäckig, sich zu entschuldigen, und widmet sich stattdessen aus Langeweile allerlei absurden Forschungsthemen (unter anderem den namensgebenden selbstleuchtenden Fischen). Die Wohnung verlässt er irgendwann überhaupt nicht mehr. Schließlich wird es Leonard zu dumm, und er holt Sheldons Mutter zu Hilfe. Diese schafft es, ihren störrischen Sohn wieder zur Vernunft zu bringen, und bewegt ihn dazu, sich bei seinem Chef zu entschuldigen, um seinen Job wiederzubekommen. |           |                                    |                                    |                      |                                       |                  |                                                                           |
| 5 | 5         | Die andere Seite der Krawatte      | The Hamburger Postulate            | 22. Okt. 2007        | 8. Aug. 2009                          | Andrew D. Weyman | Dave Goetsch & Steven Molaro Idee: Jennifer Glickman                      |
| Leslie Winkle, Leonards Kollegin im Institut, verführt ihn nach der gemeinsamen Quartettprobe. Er geht daraufhin davon aus, dass sie eine Beziehung hätten, aber Leslie macht ihm schnell klar, dass sie ihn nur zur sexuellen Befriedigung benutzt hat und in nächster Zeit nichts von ihm wissen will. Als Penny davon erfährt, glaubt Leonard in ihrer Reaktion Freude darüber zu sehen, dass er nicht mit Leslie zusammen ist. Für Sheldon ist diese Situation in erster Linie verwirrend. |           |                                    |                                    |                      |                                       |                  |                                                                           |
| 6 | 6         | Das Mittelerde-Paradigma           | The Middle Earth Paradigm          | 29. Okt. 2007        | 15. Aug. 2009                         | Mark Cendrowski  | David Litt & Robert Cohen Idee: Dave Goetsch                              |
| Penny veranstaltet eine Halloween-Party und lädt die vier Freunde dazu ein. Beim Kostüm-Check stellen sie fest, dass jeder sich als The Flash verkleidet hat, und alle wechseln ihre Kostüme: Leonard geht als Frodo, Sheldon als Dopplereffekt, Howard als Robin Hood (alle halten ihn allerdings für Peter Pan) und Rajesh als Thor. Leonard legt sich mit Pennys Ex-Freund an und muss von Penny gerettet werden – daraufhin verlassen Leonard und Sheldon die Party. Penny kommt kurz darauf angetrunken zu Leonard und weint sich bei ihm wegen ihres Ex-Freundes aus, wobei es zum Kuss zwischen den beiden kommt. |           |                                    |                                    |                      |                                       |                  |                                                                           |
| 7 | 7         | Das Vorspeisen-Dilemma             | The Dumpling Paradox               | 5. Nov. 2007         | 22. Aug. 2009                         | Mark Cendrowski  | Lee Aronsohn & Jennifer Glickman Idee: Chuck Lorre & Bill Prady           |
| Eine alte Bekannte von Penny, Christy, kommt zu Besuch, während die vier Freunde eine Halo-Nacht veranstalten. Als Howard erfährt, dass Christy offen für Sex mit jedermann ist, lädt er sie ein, bei ihm einzuziehen. Von nun an beansprucht Christy ihn rund um die Uhr. Sheldon ist davon alles andere als begeistert, da alle ihre Aktivitäten für vier Personen ausgelegt sind und Penny nicht immer zur Verfügung steht. Das Problem erledigt sich jedoch bald von selbst, da Howards Mutter und Christy einander nicht ausstehen können. |           |                                    |                                    |                      |                                       |                  |                                                                           |
| 8 | 8         | Das Lalita-Problem                 | The Grasshopper Experiment         | 12. Nov. 2007        | 29. Aug. 2009                         | Ted Wass         | Lee Aronsohn & Robert Cohen Idee: Dave Goetsch & Steven Molaro            |
| Rajeshs Eltern haben eine Braut für ihn ausgewählt und ein Date für die beiden arrangiert. Rajesh ist aufgrund seiner Unfähigkeit, mit Frauen zu reden, nicht begeistert von der Idee und beschließt, sich in den Alkohol zu flüchten. Dabei entdeckt er, dass er unter Alkoholeinfluss mit Frauen reden kann, was ihn plötzlich sehr zuversichtlich macht. Sein Date endet dennoch in einem Desaster, denn Sheldon legt weitaus mehr Charme an den Tag als Rajesh und spannt ihm die Dame aus Indien aus. |           |                                    |                                    |                      |                                       |                  |                                                                           |
| 9 | 9         | Der Cooper-Hofstadter-Antagonismus | The Cooper-Hofstadter Polarization | 17. März 2008        | 29. Aug. 2009                         | Joel Murray      | Chuck Lorre, Lee Aronsohn & Dave Goetsch Idee: Bill Prady & Stephen Engel |
| Sheldon und Leonard erhalten eine Einladung, eine gemeinsame Entdeckung auf einer Konferenz für Experimentalphysik vorzustellen. Leonard fühlt sich geehrt und würde sehr gerne hingehen, aber Sheldon weigert sich, da er die Konferenzteilnehmer für unwürdig und das ganze für Zeitverschwendung hält. Leonard setzt sich über Sheldons Veto hinweg und stellt die Entdeckung trotzdem vor. Sheldon hat sich jedoch verkleidet unter die Zuhörer gemischt und es kommt zum Eklat, der in einer körperlichen Auseinandersetzung zwischen Sheldon und Leonard mündet, die vom im Publikum sitzenden Howard gefilmt und bei YouTube hochgeladen wird. |           |                                    |                                    |                      |                                       |                  |                                                                           |
| 10 | 10        | Loobenfelds Netz der Lügen         | The Loobenfeld Decay               | 24. März 2008        | 5. Sep. 2009                          | Mark Cendrowski  | Bill Prady & Lee Aronsohn Idee: Chuck Lorre                               |
| Penny lädt Sheldon und Leonard zu einem Musical ein, bei dem sie als Aushilfssängerin einmalig auftreten darf. Da die beiden um Pennys schlechte Gesangskünste wissen, erfinden sie eine Ausrede, um nicht hingehen zu müssen. Sheldon fühlt sich bei der Ausrede jedoch unwohl und hat Angst, dass sie auffliegt. Daher baut er die Lüge immer weiter aus, um Logikfehler zu vermeiden, was schließlich damit endet, dass er einen Schauspieler engagiert, seinen erfundenen, drogensüchtigen Cousin Leo zu spielen. Letztendlich waren die Lügen alle umsonst, da Penny Leonard bittet, sich eine Aufzeichnung ihrer Aufführung anzusehen, wozu dieser nicht nein sagen kann. |           |                                    |                                    |                      |                                       |                  |                                                                           |
| 11 | 11        | Alles fließt                       | The Pancake Batter Anomaly         | 31. März 2008        | 5. Sep. 2009                          | Mark Cendrowski  | Bill Prady & Stephen Engel Idee: Chuck Lorre & Lee Aronsohn               |
| Sheldon hat sich eine Grippe eingefangen. Da seine Freunde aus jahrelanger Erfahrung wissen, dass ein kranker Sheldon absolut unerträglich ist, gehen sie ihm aus dem Weg. Lediglich Penny ist nicht vorgewarnt und wird von Sheldon als Krankenschwester wider Willen engagiert. Doch schließlich wird Leonards Brille beschädigt, so dass er gezwungen ist, seine Ersatzbrille aus der gemeinsamen Wohnung zu holen. Er versucht dies mithilfe seiner Freunde und moderner Technik unbemerkt zu tun, wird aber von Penny entdeckt. |           |                                    |                                    |                      |                                       |                  |                                                                           |
| 12 | 12        | Das Jerusalem-Projekt              | The Jerusalem Duality              | 14. Apr. 2008        | 12. Sep. 2009                         | Mark Cendrowski  | Dave Goetsch & Steven Molaro Idee: Jennifer Glickman & Stephen Engel      |
| An der Universität wird ein 15-jähriger Nordkoreaner vorgestellt, der Sheldons Erfolge übertrifft. Daher kommt Sheldon sich überflüssig vor und gibt seine Träume vom Gewinn des Physik-Nobelpreises auf. Der Versuch, stattdessen in die Disziplinen seiner Freunde zu wechseln, endet damit, dass diese ihn nach jeweils etlichen Beleidigungen seinerseits wegschicken. Als Sheldon schließlich den Friedensnobelpreis anstrebt, indem er eine Kopie von Jerusalem in Mexiko errichten will, beschließen seine drei Freunde, seinen jungen Konkurrenten mit einem Mädchen abzulenken. |           |                                    |                                    |                      |                                       |                  |                                                                           |
| 13 | 13        | Superbowl für Physiker             | The Bat Jar Conjecture             | 21. Apr. 2008        | 12. Sep. 2009                         | Mark Cendrowski  | Bill Prady & Robert Cohen Idee: Stephen Engel & Jennifer Glickman         |
| Die vier Freunde wollen an einem Physikquiz der Universität teilnehmen. Bei den Proben stellt sich heraus, dass Sheldon unfähig ist, als Teil des Teams zu spielen, sondern viel lieber allein alle Fragen beantwortet. Daraufhin beschließen Leonard, Howard und Rajesh, Sheldon aus dem Team auszuschließen. Mit Leslie Winkle als viertem Teammitglied treten sie gegen Sheldons bunte Truppe, zu der u. a. der Hausmeister gehört, an. Sie gewinnen, da Sheldon bei der entscheidenden Frage die Antwort des Hausmeisters (der sich als russischer Physiker herausstellt) aus Arroganz zurückweist, selbst aber nicht die richtige Antwort geben kann. |           |                                    |                                    |                      |                                       |                  |                                                                           |
| 14 | 14        | Die Zeitmaschine                   | The Nerdvana Annihilation          | 28. Apr. 2008        | 19. Sep. 2009                         | Mark Cendrowski  | Stephen Engel & Steven Molaro Idee: Bill Prady                            |
| Leonard ersteigert die Zeitmaschine vom Set des „Time Machine“-Drehs. Die vier Freunde beschließen, sich die Kosten zu teilen und die Maschine regelmäßig untereinander wandern zu lassen. Penny, die nicht zur Arbeit kann, weil die Zeitmaschine das Treppenhaus versperrt, hat kein Verständnis dafür und hält den Jungs eine Standpauke über Kinderspielzeug und unreife Männer. Daraufhin beschließt Leonard zum Entsetzen seiner Freunde, seine komplette Sammlung von Fantasy-Spielzeug zu verkaufen. Penny macht ihm aber klar, dass dies übertrieben wäre und sie in ihrer Wut Dinge sagte, die sie nicht so gemeint hat, und bringt ihn dadurch von dem Vorhaben wieder ab. |           |                                    |                                    |                      |                                       |                  |                                                                           |
| 15 | 15        | Sheldon 2.0                        | The Pork Chop Indeterminacy        | 5. Mai 2008          | 19. Sep. 2009                         | Mark Cendrowski  | Lee Aronsohn & Bill Prady Idee: Chuck Lorre                               |
| Sheldons Zwillingsschwester Missy, eine ausnehmend attraktive junge Dame, ist zu Besuch. Sheldons Freunde sind allesamt begeistert von ihr und beginnen sofort mit dem Frontalangriff – Rajesh unterstützt durch ein experimentelles Medikament, das es ihm zwar erlaubt, mit Frauen zu reden, aber diverse unangenehme Nebenwirkungen hat. Doch Sheldon ist besorgt um seine Gene, mit denen er Sheldon 2.0 zu erschaffen hofft, und geht dazwischen. Damit ist wiederum Missy nicht einverstanden. |           |                                    |                                    |                      |                                       |                  |                                                                           |
| 16 | 16        | Die Erdnuss-Reaktion               | The Peanut Reaction                | 12. Mai 2008         | 26. Sep. 2009                         | Mark Cendrowski  | Dave Goetsch & Steven Molaro Idee: Bill Prady & Lee Aronsohn              |
| Leonard hat Geburtstag, und auf Pennys Betreiben organisieren seine Freunde eine Überraschungsparty für ihn. Leonard ist schwer aus dem Haus zu bekommen, und während Sheldon und Penny im Elektronikmarkt nach einem passenden Geschenk suchen (und Sheldon dabei kurzerhand in die Rolle eines Verkäufers schlüpft und Kunden berät), gibt Howard alles, um Leonard abzulenken. Da alle Versuche, Leonard aus dem Haus zu locken, fehlschlagen, bleibt ihm nichts anderes übrig, als einen erdnusshaltigen Müsliriegel zu verspeisen, um eine allergische Reaktion auszulösen. Leonard begleitet ihn ins Krankenhaus, die Untersuchungen ziehen sich aber sehr in die Länge und Leonard verpasst seine eigene Geburtstagsfeier. |           |                                    |                                    |                      |                                       |                  |                                                                           |
| 17 | 17        | Schrödingers Katze                 | The Tangerine Factor               | 19. Mai 2008         | 26. Sep. 2009                         | Mark Cendrowski  | Lee Aronsohn & Steven Molaro Idee: Chuck Lorre & Bill Prady               |
| Nach einer großen Enttäuschung mit ihrem aktuellen Liebhaber schwört Penny den „normalen“ Männern ab und beschließt, Leonard eine Chance zu geben. Obwohl sich beide ziemlich unsicher sind über die Erfolgsaussichten dieses Abends, verabreden sie sich zu einem Date. Sheldon ficht derweil wegen der Zutaten eines bestellten Gerichts eine Privatfehde mit dem Besitzer des Chinarestaurants aus und lässt sich dafür von Howard extra Mandarin beibringen. |           |                                    |                                    |                      |                                       |                  |                                                                           |

## DVD-Veröffentlichung
In den Vereinigten Staaten wurde die DVD zur ersten Staffel am 2. September 2008 veröffentlicht. Im Vereinigten Königreich bzw. in Deutschland ist die DVD zur ersten Staffel seit dem 12. Januar 2009 bzw. seit dem 16. April 2010 erhältlich.